# Felipe Olivares
Felipe Olivares (* 5. Februar 1905; † unbekannt), auch bekannt unter dem Spitznamen La Marrana (span. in etwa für Das Kampfschwein) war ein mexikanischer Fußballspieler.

## Leben
„La Marrana“ Olivares spielte bereits 1924 für den Club Atlante und gehörte im selben Jahr zu einer Gruppe, die sich vom Verein abspaltete und selbständig machte. Das neue Projekt hatte jedoch keine lange Lebensdauer, denn bereits nach einem Jahr fiel die Mannschaft auseinander und die meisten Abtrünnigen kehrten zum Club Atlante zurück. Einige Wenige (unter ihnen Olivares) lehnten die Rückkehr ab und schlossen sich stattdessen einem Verein namens Sedanita an. Spätestens 1928 spielte Olivares allerdings wieder für die Potros und gewann mit ihnen den Meistertitel der Saison 1931/32.
Ferner war er Mitglied der mexikanischen Fußballnationalmannschaft und nahm mit ihr an der ersten Fußball-Weltmeisterschaft 1930 teil. Dort kam er im Spiel gegen Argentinien zum Einsatz.

## Erfolge
- Mexikanischer Meister: 1931/32